# Ouratea jamaicensis
Ouratea jamaicensis là một loài thực vật thuộc họ Ochnaceae. Đây là loài đặc hữu của Jamaica.